# Manaós (tribu)
Los Manáos (la antigua ortografía) fueron una tribu indígena, que habitaron la región entre la actual ciudad de Manaus - la capital del Estado de Amazonas (Brasil) - y Manacapuru, en Brasil, a la llegada de los colonizadores portugueses. Su nombre en su lengua significa "Madre de Dios", y dio origen al nombre actual de la ciudad. Formaban parte del grupo arawak. Un importante líder de los indios Manaós fue Ajuricaba. y

La tribu de Manaos (o Manaós), considerada orgullosa por portugués, se negó a ser dominada para servir como mano de obra esclava, entró en confrontación con los habitantes de la fortaleza. A través de matrimonios con las hijas deTuxauas (caciques), los militares portugueses comenzaron a conectarse a los Manaos, y trata de apaciguar el conflicto. Sin embargo, el indio Ajuricaba, uno de los líderes de Manaos, se opuso a la colonización de los portugueses, pero parecía apoyar la Holanda (hay controversia). Poseer habilidades excepcionales de liderazgo, Ajuricaba consiguió unir a varias tribus locales, y luchar contra los indios aliados de los portugueses. También organizó un sistema de vigilancia que impedían el movimiento de los portugueses por ríos y lagos en la región.
La zona de conflicto se iba por el Río Negro (afluente del río Amazonas) de Río Branco (Roraima) Sobre la captura de Ajuricaba (de acuerdo con los Artur Reyes, distinguido con el nombre de la Biblioteca Pública principal de Manaus), hay contradicciones sobre su detención se produjo o no brutal. El comunicado oficial no dice nada. Pero la leyenda dice que hubo un golpe violento. De ambas partes, había heroísmo. El portugués comenzó a perder el ánimo después de cuatro asaltos infructuosos, cuando unos soldados lo rodearon, atacando Ajuricaba desde atrás y lo ganaron.
Al parecer, la leyenda que tras perder a su hijo Ajuricaba (tan valiente como él), el joven Cucunaça, se lanza entre el enemigo y hacer que las pérdidas, después de ser arrestado y puesto que el hierro.
Ajuricaba y fue llevado a Belén, después de varias pruebas acusando al gran guerrero, antes de llegar a la desembocadura del Río Negro (afluente del río Amazonas), trató de liberar a sí mismo y a sus compañeros. El líder indígene, indignado, aunque presionero en cadenas, amenazó, de verdad, a las tropas de Paes do Amaral y Belchior, que dominaron la revuelta de los indios, después de mucho derramamiento de sangre. De no ser sometido a la humillación en la cara de la victoria del enemigo, Auricaba se lanzó (con otro líder?) En las aguas del río-mar que amaba, ahogado, lo que genera satisfacción a los conquistadores ya libre de preocupaciones para mantenerlo bajo estricta vigilancia para Belén, como el confesar gobernador Maia da Gama.
Además Ajuricaba, más de dos mil indios fueron enviados a Belén para ser vendidos como esclavo. Ajuricaba tenía vínculos con los holandeses, según Ribeiro de Sampaio, que fue negado por Joaquín Nabuco (diplomático imperial de Brasil y defensor de los esclavos). Von Martius habría encontrado Indians Erê-manaó en 1819 en el Alto Río Negro. Después nunca más fueron vistos.
Los habitantes de Manaus adoptado el término indígena "Manauara" para identificar sus antepasados indígenas.
En relación con los antepasados indígenas de la gente de Manaus, se hizo un intento de olvidar y borrar sus rasgos indígenas y obras históricas (debido a la colonización portuguesa). Es evidente que la destrucción de hecho a los indios del cementerio, donde se encuentra actualmente la plaza Dom Pedro II y el Palacio Rio Branco. Cuando el gobernador de Amazonas, Eduardo Ribeiro, remodelado la plaza, las calles por la noche por alto, se encontró un gran número de igac (olla grande, que se utiliza para almacenar agua, harina o cereales). En la actualidad, no hay ninguna marca que indique la historia indígena en este lugar.